# Begoña Vesga Allende
Begoña Vesga Allende (Quintanilla San García, 17 de octubre de 1951) es una activista y feminista que ha participado durante muchos años en varios movimientos de izquierdas, tanto en Éibar como en Ermua, así como en los movimientos de pensionistas y de recuperación de la memoria.

## Biografía
Begoña nació en Quintanilla San García de Burgos en 1951. Cuando tenía seis años se mudó con su familia al barrio de Txonta en Éibar.

### Trayectoria política
Desde muy joven ha participado de manera activa en diferentes movimientos políticos y sociales. Militante del PCE-EPK, inicialmente en la clandestinidad, fue de las primeras mujeres en cargos públicos tras la dictadura franquista. 
En 1970, a causa del asesinato del militante antifascista Roberto Pérez Jaúregi por la policía franquista, participó en las movilizaciones contra el Proceso de Burgos en Éibar, en los actos conmemorativos. 
Ha estado muy presente durante muchos años en varios movimientos de izquierdas, tanto en Éibar como en Ermua. Fue concejala del PCE en las primeras elecciones democráticas tras la muerte de Franco. Militó en Izquierda Unida y Alternativa. En la legislatura 2011-2015, Begoña fue concejala de EH Bildu en el Ayuntamiento de Éibar. En 2019 se presentó en las listas de EH Bildu en las Elecciones Municipales.   Es miembro de la mesa feminista de EH Bildu.

### Trayectoria feminista
Eb 1994 en las III Jornadas feministas de Leioa aprobaron el primer Plan Municipal de Igualdad de la EAC, “Ermua: nuestra experiencia”, junto con la Asamblea de Mujeres de Ermua. En 1995 participó en la Conferencia Mundial de Mujeres en Beijing, en representación de la Asamblea de Mujeres de Ermua. 

### Defensora de las pensiones
En 2019, personas jubiladas de toda España se movilizaron para defender unas pensiones dignas. Las dos columnas de caminantes que salieron de Rota y Bilbao se reunieron en la Puerta del Sol de Madrid, y luego se dirigieron al Congreso de los Diputados. Allí, simbólicamente, dejaron zapatillas y bastones que representaban los cientos de kilómetros que habían recorrido para llegar hasta allí. Allí estaba Begoña después de caminar 420 kilómetros, tenía entonces 68 años y llevaba 4 años jubilada. Según afirmó, ella no era de las que se encontraban en peor situación, ya que comenzó a cotizar a los 17 años. Lo que le preocupa no es su pensión, sino "el futuro de su hija y sus nietos y el desmantelamiento del sistema público de pensiones". 

### Memoria histórica
Forma parte de Goldatu, asociación memorialista de personas represalias por el franquismo. La asociación se formó en 2011 y Vesga participó en la presentación y posteriormente escribió artículos de opinión. 
En 2023, participó en la VII marcha organizada por la Asociación Sociocultural “La Desbandá”.  Participó de la Marcha Integral, junto a personas que consideran importante recuperar la Memoria. La esencia de la caminata fue recorrer el mismo recorrido que miles de personas, especialmente mujeres, menores y ancianos, hicieron 86 años antes y terminó en una masacre, en la carretera Málaga-Almería. Verdad, justicia y recuperación fueron los lemas de la marcha."  
El Instituto Gogora realizó en 2023 el documental Tribunal de Orden Público. Ley para la represión en el que aparece su testimonio sobre su arresto y juicio en el TOP. 

### Otros
- Es miembro del comité de la asociación Biziraun de personas afectadas por el suicidio de una persona querida. [17]